# Municipio de Cessna
El municipio de Cessna (en inglés: Cessna Township) es un municipio ubicado en el condado de Hardin, en el estado estadounidense de Ohio. Según el censo de 2020, tiene una población de 501 habitantes.
Abarca una zona exclusivamente rural.

## Geografía
El municipio de Cessna se encuentra ubicado en las coordenadas 40°42′12″N 83°42′15″O / 40.70333, -83.70417. Según la Oficina del Censo de los Estados Unidos, el municipio tiene una superficie total de 59,21 km², de la cual 59,21 km² corresponden a tierra firme y (0 %) 0 km² es agua.

## Demografía
Según el censo de 2020, hay 501 personas residiendo en el municipio de Cessna. La densidad de población es de 8,46 hab./km². El 96,6 % de los habitantes son blancos, el 0,4 % son afroamericanos, el 0,2 % es asiático, el 0,4 % son isleños del Pacífico, el 1,2% son de otras razas y el 1,2 % son de una mezcla de razas. Del total de la población, el 2,4 % son hispanos o latinos de cualquier raza.

## Gobierno
El municipio está gobernado por una junta de administradores (Board of Trustees) conformada por tres integrantes.